# Valdivionyx
Valdivionyx is een geslacht van hooiwagens uit de familie Triaenonychidae.
De wetenschappelijke naam Valdivionyx is voor het eerst geldig gepubliceerd door E. A. Maury in 1988. 

## Soorten
Valdivionyx is monotypisch en omvat slechts de volgende soort:
- Valdivionyx crassipes